# Ilyarachna calva
Ilyarachna calva là một loài chân đều trong họ Munnopsidae. Loài này được Pasternak miêu tả khoa học năm 1982.